# Mario Cusson
Mario Cusson est un boxeur québécois né le 17 février 1961 à Montréal et mort le 7 novembre 1996.

## Carrière
Professionnel entre 1978 et 1988, il est le champion du Canada des poids welters entre 1981 (victoire aux points contre Bob Harvey) et 1984 (défaite au 1er round face à Dave Hilton Jr.). Sa fiche est de 30 victoires, 5 défaites et de 2 match nuls. Cusson s'est longtemps entraîné à l'université de la boxe dirigée par Georges Drouin en compagnie de son ami et partenaire d'entrainement Deano Clavet.

## Référence
1. ↑  (en) Mario Cusson vs. Dave Hilton Jr. II (boxrec.com)